# Xiphorhynchus spixii
A Xiphorhynchus spixii a madarak (Aves) osztályának verébalakúak (Passeriformes) rendjébe, valamint a fazekasmadár-félék (Furnariidae) családjába és a fahágóformák (Dendrocolaptinae) alcsaládjába tartozó faj.

## Rendszerezése
A fajt René Primevère Lesson francia ornitológus írta le 1830-ban, a Picolaptes nembe  Picolaptes Spixii néven, innen helyezték jelenlegi nemébe. Tudományos faji nevét Johann Baptist von Spix német biológusról kapta.

## Előfordulása
Dél-Amerikában, Bolívia, Brazília, Kolumbia, Ecuador és Peru területén honos. Egyes források csak Brazíliában említik.  A természetes élőhelye a szubtrópusi és trópusi síkvidéki esőerdők és mocsári erdők. Állandó, nem vonuló faj.

## Megjelenése
Átlagos testhossza 21 centiméter, testtömege 27-36 gramm.

## Életmódja
Rovarokkal táplálkozik.

## Külső hivatkozás
- Képek az interneten a fajról
- Xeno-canto.org - a faj hangja és elterjedési területe